# Paul Quinn
Paul Quinn (nascido Paul Anthony Quinn, 26 de dezembro de 1951, Barnsley , South Yorkshire) é um guitarrista inglês e membro fundador da banda inglesa Saxon. Uma das precursoras da New Wave of British Heavy Metal. Junto com Biff Byford, Quinn é o único membro remanescente da formação original do Saxon, e participou de todos os álbuns da banda. Quinn é também compositor da banda, e contribuiu em todos os álbuns do Saxon álbum.

## Influências musicais
As influências musicais de Quinn incluem John Mayall com Eric Clapton, Jimi Hendrix, Jeff Beck, Led Zeppelin, Deep Purple, ZZ Top, Pink Floyd, UFO, The Kinks, The Rolling Stones, Atlantic-Tamla Motown e Stax e música popular clássica, para citar alguns.